# Benjamin Ferreira Guimarães
Benjamin Ferreira Guimarães (Pará de Minas, 17 de dezembro de 1861 — Belo Horizonte, 15 de março de 1948),  foi um industrial e filantropo brasileiro fundador da Cia. Têxtil Ferreira Guimarães e da Fundação Benjamin Guimarães.

## Empresas
Em 1906 criou a tecelagem Ferreira Guimarães, que chegou a ser uma das mais conhecidas fabricantes de tecidos do Brasil.
Em 1930, fundou o Banco de Minas Gerais, com os filhos. Era conhecido como Coronel Benjamin,e já era um homem rico quando entrou no ramo bancário.
Alem da tecelagem hoje seus descendentes são ou foram proprietários da Ical, Magnesita S.A, Banco BMG, Banco Bonsucesso e as concessionárias Carbel, Garra, Strada e Banzai.